# E Bindstouw
 Denne artikel omhandler en novelle. Opslagsordet har også en anden betydning, se E Bindstouw (museum).
E Bindstouw med undertitlen Fortællinger og Digte i jydske Mundarter, er en novelle af Steen Steensen Blicher fra 1842. I novellen er skolestuen i Lysgård syd for Viborg stedet, hvor en gruppe mennesker mødes til bindestue og "binder" hoser og andet tøj og deler digte og fortællinger på forskellige øst- og vestjyske dialekter. Selve inspirationen til E Bindstouw er kommet mens Blicher var præst i Lysgård og Thoning fra 1819 til 1825.
E Bindstouw er grundstenen i al dansk dialektdigtning og fortsat hovedværket i den. Samtidig er værket et både nationalt, lokalpatriotisk og demokratisk monument over Blichers folkelige indsats i en gæringstid i dansk historie.
E Bindstouw er i sin originaludgave skrevet på dialekt med følgende nærmest berømte indledning:
- De war e Awten fa bette Ywlawten - nej hold! - A lywwer - de va sgi den Awten fa ve indda, dæ wa Binnstouw te e Skwolmejster, ham Kristen Koustrup - I kinne ham wal?
Redaktør på Jysk Ordbog, cand.mag. Torben Arboe har gjort opmærksom på, at novellen ofte senere blev udgivet med flere trykfejl. I 100-året for førsteudgivelsen foretog den berømte dialektforsker Peter Skautrup en "oversættelse" til rigsdansk af Blichers novelle, og gennem årene har talrige litteraturforskere beskæftiget sig med E Bindstouw.
Huset med skolestuen har siden 1952 fungeret som museet E Bindstouw, der er en afdeling under Viborg Museum.